# 戈特弗里德·斯文松
戈特弗里德·斯文松（瑞典語：Gottfrid Svensson，1889年5月13日—1956年8月19日），瑞典男子摔跤运动员。他曾代表瑞典参加1912年和1920年夏季奥林匹克运动会摔跤比赛，其中在1920年奥运会获得一枚银牌。